# Arno van Zwam
Arno van Zwam (født 16. september 1969) er en tidligere hollandsk fodboldspiller.